# メラモン
メラモンはデジタルモンスターシリーズに登場する架空の生命体・デジタルモンスターの一種。

## 概要
Ver.1から登場し、ナイトメアソルジャーズで幼年期から完全体までのルートが整えられた。人間の姿をした炎の怪物。最初期のデジモンであり、後に登場する炎を纏った何かをモチーフにしたデジモン（バードラモン、フレアリザモンなど）や口が糸のような物で縫い合わされたデジモン（ブラキモン、クロックモンなど）のルーツと言うべき存在である。

## 種族としてのメラモン
全身が紅蓮の炎で構成されている火炎型デジモン。もともとはコンピュータを不正なアクセスから守るファイアーウォールから誕生した存在であり、性格は炎そのもので熱く激しく攻撃的。そのため手懐けるのは難しく、いつテイマーに牙を剥くかはわからない。
X抗体を取り込んでX-進化を遂げた個体は右手にウイルス種の攻撃を防ぐ「エクスパッチ」と呼ばれるバリアを収束した力場を作り出せる。気性はさらに苛烈なものになっており、このエクスパッチの存在も相まってウイルス種のデジモンを見つけると一切臆すること無く叩きのめそうと暴れまわる。

### 基本データ
- 世代/成熟期
- タイプ/火炎型
- 属性/データ
- 必殺技/バーニングフィスト、エクスラディケート（X）
- 得意技/マグマボム、ヒートウェーブ
- 勢力/ナイトメアソルジャーズ

### 亜種・関連種・その他
- モクモン
- プチメラモン
- キャンドモン
- デスメラモン
- ブルーメラモン

青色亜種。
- ユキダルモン

## 登場人物としてのメラモン
- デジモンアドベンチャー - 第4話に登場。ミハラシ山の防人だったが、黒い歯車に操られピョコモンの村を襲撃した。アグモンたちの炎や電気を吸収して巨大化したが、バードラモンの「メテオウィング」を受け正気に戻る。正気に戻ってからはサーバー大陸へ渡るためのイカダ作りに協力したり、ダークマスターズ編ではミミたちと共にダークマスターズと戦ったりもした。
- デジモンアドベンチャー02 - 第9話に登場。
- デジモンアドベンチャーVテイマー01 - ホーリーエンジェル城のアグモンの一匹が進化した。グレイモン・ケンタルモンと共に行動している。
- デジモンテイマーズ - 第25話に登場。倒してデータをロードしようとジャガモンの群れに挑んでいくが、踏み潰されてしまう。
- デジモンセイバーズ - 第3話に登場。3体のプチメラモンが合体して進化した。ジオグレイモンに倒される。
- デジモンネクスト - オアシスに出現しユウやサンフラウモンを襲撃した。炎を吸収しジオグレイモンを苦しめるものの、進化したガオモンの策略により黒いデジコアを破壊され正気に戻る。この作品での位置付けは中立的な『火の精霊』。
- デジモンワールド デジタルカードバトル - 溶岩洞の熱が下がったことで体調を崩す。主人公に油を注がれ復活したが、バグカード事件前後の不審な行動を指摘されると態度を一変させバトルになる。
- デジモンクロスウォーズ - 第7話に登場。バグラ軍のマグマゾーンでのタクティモン配下デジモンであるエンシェントボルケーモンとその部下のデスメラモンが率いる下級戦闘員として登場し、その中にはブルーメラモンもいる。